# Marin Dan
Marin Dan   (Ștefănești, 30 d'agost de 1948) és un jugador d'handbol romanès, ja retirat, que va competir durant la dècada de 1970. Està casat amb la tirador d'esgrima olímpica Aurora Dan.
El 1972 va prendre part en els Jocs Olímpics d'Estiu de Munic, on va guanyar la medalla de bronze en la competició d'handbol. Hi va jugar dos partits, inclosa la final, i hi marcà dos gols. En el seu palmarès també destaca la medalla d'or al Campionat del Món de 1974. Amb la selecció nacional va jugar 98 partits en què va marcar 160 gols.
A nivell de clubs jugà al Dinamo București.